# Finché la vittima non sarà nostra
Finché la vittima non sarà nostra è un romanzo a episodi dell'autore greco Dimitris Lyacos . Concepito come il numero " zero " della trilogia Poena Damni, il libro esplora la violenza, nelle sue mutevoli manifestazioni, come elemento costitutivo nella formazione della società occidentale e l'eventuale posizione dell'individuo in un mondo "permeato dal potere istituzionalizzato". Secondo Lyacos "il libro non è semplicemente una storia della violenza ma piuttosto la storia del suo contenimento e della tecnologia di un ordine che la supera". Descritto come prequel della sua trilogia, Finché la vittima non sarà nostra delinea un ritratto della civiltà occidentale, esaminata e rivalutata dalle sue fondamenta giudaico-cristiane, attraverso l'industrializzazione e lo sviluppo di forme avanzate di coercizione, fino a un'armonia imposta dal controllo cibernetico. Impiegando narratori alternati, i capitoli autonomi del libro si completano a vicenda in modo simile a una sequenza di montaggio cinematografico.

## Temi
Finché la vittima non sarà nostra esplora l'evoluzione della violenza in una sequenza di 24 capitoli (prologo+23), ciascuno dei quali è intitolato con una lettera dell'alfabeto latino classico. Il prologo evoca l'attacco e il barbaro omicidio commesso da una madre scimpanzé (chiamata M2) e da suo figlio ai danni del cucciolo di un'altra madre (chiamata M1), simile alla storia di Passion e Pom narrata dalla primatologa Jane Goodall. A partire dalle dinamiche predatorie osservabili in natura, il capitolo A, in seguito, rappresenta un episodio che ricorda l'omicidio di Abele da parte di Caino nel libro della Genesi. Gli episodi successivi trattano la violenza nelle sue forme socialmente più avanzate e istituzionalizzate, presentando in due sezioni consecutive la pratica dell'incarcerazione da due diversi punti di vista. L si concentra su un detenuto come parte della popolazione generale del carcere, e M è un'interpretazione di SHU, l'unità di isolamento. Il capitolo N discute, in forma di saggio, la Legge come tecnologia che elimina gli istinti animali. L'analisi della violenza fisica del libro culmina nel capitolo S che presenta in dettaglio la macellazione industriale e la manipolazione di un animale in un mattatoio contemporaneo. I capitoli conclusivi si concentrano sull'auto-annullamento della violenza, sotto forma di ordine cibernetico (X) e riabilitazione psichiatrica (Y). Il libro si conclude con una voce senza nome che invita il protagonista dell'ultimo capitolo (Z) a fuggire in un nuovo mondo inesplorato.

## Critica
Il libro è stato selezionato nella Top-10 del Salone Internazionale del Libro di Torino dal quotidiano italiano Il Giornale. Secondo il quotidiano, Lyacos immerge il lettore nella sua "letteratura totale". In una nota intitolata "Quell'inferno in cui ci chiude la società occidentale" il libro è denominato "Particolarmente adatto al clima di violenza che da qualche anno respiriamo con speciale intensità" e per cui per la vittima "la via d'uscita consiste unicamente nell'affidarsi al potere taumaturgico di un sistema superiore". Vanni Santoni nella Lettura del Corriere della Sera si riferisce a Lyacos come uno “dei possibili futuri vincitori del Nobel (o quantomeno come l’unico greco vivente papabile)” e considera il suo obiettivo quello “di creare un’opera-installazione, ancor prima che -mondo, in cui i giochi di rimandi, l’insistenza su certi temi e immagini, nonché quello che potremmo chiamare accanimento letterario, sono del tutto programmatici". Filippomaria Pontani nel Sole 24 Ore sostiene che l'autore "ambisce a indagare le origini biologiche del male nella società, con particolare riferimento all'esclusione e alla marginalità, nell'ottica di dinamiche animali" e paragona la visione di Lyacos ai film di Stanley Kubrick e Yorgos Lanthimos. Alessandro Mantovani (Il Foglio) scrive: "La scrittura di Lyacos è densa, evocativa e frammentaria, alterna monologhi lisergici a dialoghi taglienti, restituendo la complessità di un mondo in cui la sofferenza è insieme origine e destino. Un’opera versatile e profonda capace di parlare al nostro presente con una forza rara". Secondo Alberto Fraccacreta nella sua recensione in Avvenire "la profonda critica sociale di Lyacos non si esaurisce nelle progressive trasformazioni della violenza, ma mira a una futura liberazione che si risolve nella fuga verso un mondo più umano". Il libro nel suo insieme è stato presentato come "una delle opere più radicali della letteratura contemporanea europea, una scrittura che si muove tra l’esegesi biblica e l’estetica post-human, tra Artaud e Genet, tra Blanchot e Pasolini."

## Interviste sui temi del libro
Lyacos ha rilasciato una serie di interviste su riviste italiane e americane discutendo i vari temi del libro, in particolare la violenza e la coercizione nelle società contemporanee. Nella sua intervista sul Doppiozero, l'autore usa il termine messianismo cibernetico per riferirsi a una combinazione di controllo cibernetico e comunicazione uomo-macchina come soluzione al problema della violenza. Le precedenti forme di Dio (o di esperienza religiosa) saranno soppiantate dall'armonia di una collettività cibernetica, una sorta di superorganismo. Secondo Lyacos: Noi stessi abbiamo creato un’organizzazione intelligente capace di gestire le nostre vite. Un superorganismo che, portato al suo estremo, potrebbe imporre l’armonia perfetta nel mondo umano. Questo livello di conoscenza, realizzato in collaborazione tra uomini e macchine, finirà per annullare il desiderio di Dio. Presto non servirà più la figura divina che preghiamo nei riti religiosi di massa, e nemmeno quella che accompagna un individualismo sfrenato, caro ai mistici come ai profeti del capitale. Nel marzo 2025 la sua intervista sulla violenza durante il suo viaggio in Israele e in Cisgiordania, intitolata "L'altro lato della violenza" (originariamente pubblicata sulla rivista statunitense The Common), è stata pubblicata in Italia sulla rivista Lo Spazio Letterario.

## Storia editoriale
Il capitolo O in traduzione albanese è apparso sulla Revista Letrare nel 2022 e in traduzione romena sulla rivista Observator Cultural nel 2025. Il capitolo G nella traduzione inglese è apparso sulla Rivista Mayday nel marzo 2023, il capitolo D sulla rivista Image nel marzo 2024, il capitolo V su Chicago Review nell'agosto 2024 e il capitolo L su River Styx nel dicembre 2024. I capitoli A, B e C tradotti in ebraico da Ioram Melcer sono apparsi sulla rivista Alaxon nel settembre 2024.
La traduzione italiana (trad. Viviana Sebastio) è stata edita da Il Saggiatore il 2 Maggio 2025.